# Pegomya atricolor
Pegomya atricolor är en tvåvingeart som först beskrevs av Fallen 1825.  Pegomya atricolor ingår i släktet Pegomya och familjen blomsterflugor.
Artens utbredningsområde är Sverige. Inga underarter finns listade i Catalogue of Life.